# Liste der Bodendenkmäler in Hiddenhausen
Die Liste der Bodendenkmäler in Hiddenhausen enthält die denkmalgeschützten unterirdischen baulichen Anlagen, Reste oberirdischer baulicher Anlagen, Zeugnisse tierischen und pflanzlichen Lebens und paläontologischen Reste auf dem Gebiet der Gemeinde Hiddenhausen im Kreis Herford in Nordrhein-Westfalen (Stand: September 2020). Diese Bodendenkmäler sind in Teil B der Denkmalliste der Gemeinde Hiddenhausen eingetragen; Grundlage für die Aufnahme ist das Denkmalschutzgesetz Nordrhein-Westfalen (DSchG NRW).
| Bild | Bezeichnung    | Lage                                    | Beschreibung | Bauzeit | Eingetragen seit | Denkmal- nummer |
| ---- | -------------- | --------------------------------------- | ------------ | ------- | ---------------- | --------------- |
|      | Gräberfeld     | Hiddenhausen Wulferkamp                 |              |         |                  |                 |
|      | Grabhügel      | Hiddenhausen Frauenholz                 |              |         |                  |                 |
|      | Siedlungsplatz | Hiddenhausen/Oetinghausen Auf dem Hagen |              |         |                  |                 |
|      | Gräberfeld     | Oetinghausen Rote Brink                 |              |         |                  |                 |
|      | Siedlungsplatz | Lippinghausen Grippenath                |              |         |                  |                 |
|      | Siedlungsplatz | Lippinhausen Das Feld                   |              |         |                  |                 |
|      | Siedlungsplatz | Schweicheln-Bermbeck Das krumme Feld    |              |         |                  |                 |
|      | Siedlungsplatz | Oetinghausen Auf´m Durchgang            |              |         |                  |                 |
|      | Gräberfeld     | Eilshausen Südheide                     |              |         |                  |                 |
|      | Gräberfeld     | Hiddenhausen Auf der Höhe               |              |         |                  |                 |
|      | Gräberfeld     | Hiddenhausen Bobrinkskamp               |              |         |                  |                 |